# Covilhã e Canhoso
Covilhã e Canhoso (llamada oficialmente União das Freguesias de Covilhã e Canhoso) es una freguesia portuguesa del municipio de Covillana, distrito de Castelo Branco.

## Historia
Fue creada el 28 de enero de 2013 en aplicación de una resolución de la Asamblea de la República de Portugal promulgada el 16 de enero de 2013 con la unión de las freguesias de Canhoso, Conceição, Santa Maria, São Martinho y São Pedro, pasando su sede a estar situada en la antigua freguesia de Conceição.

## Demografía
| Gráfica de evolución demográfica de Covilhã e Canhoso entre 2011 y 2021 |
|                                                                         |
| Datos según el nomenclátor publicado por el INE portugués.              |